# Florica Cherecheș
Florica Cherecheș (n. 31 ianuarie 1960, Vintere, România) este un deputat român, ales în legislația 2012-2016 și în legislația 2016-2020 .